# أجفايد
آجفايد (بالإنجليزية: Ajvide)‏.
(Ajvideboplatsen) تقع على الساحل الغربي من جوتلاند، السويد، في أبرشية Eksta، مطرانية فيسبي. وهي يغطي مساحة 200،000 متر مربع، وسكنت في وقت متأخر من العصر الحجري الأوسط وصولا إلى منتصف العصر البرونزي.
منذ عام 1983، أجرت جامعة ستوكهولم وفيما بعد كلية جامعة جوتلاند، التحقيقات الأثرية في هذه المنشأة. (1942-2007)، جنبا إلى جنب مع غوران Burenhult، أستاذ علم الآثار في جامعة جوتلاند.